# Кучук-Узеньская волость
Кучук-Узеньская во́лость — административно-территориальная единица в составе Ялтинского уезда Таврической губернии. Была создана в 1892 году после земской реформы 1890-х годов. Образована из северо-восточных деревень Алуштинской волости Ялтинского уезда. Занимала восточную часть территории современного Алуштинского горсовета Крыма, за исключением села Арпат, входившего в Феодосийский уезд.

## Состояние волости на 1902 год
Согласно «…Памятной книжке Таврической губернии на 1902 год», волость включала 5 больших и очень больших сёл с населением 5684 человека.
- Куру-Узень — 372 жит.
- Кучук-Узень — 736 жит.
- Тувак — 1070 жит.
- Улу-Узень — 911 жит.
- Ускут — 2595 жит.

По Статистическому справочнику Таврической губернии. Ч.II-я. Статистический очерк, выпуск восьмой Ялтинский уезд, 1915 год, в Кучук-Узеньской волости Ялтинского уезда числилось 10 различных поселений (из них 5 сёл) в которых проживало 6357 человек приписных жителей и 297 — «посторонних». Волость существовала до реформ административного деления, проведённых после установления в Крыму Советской власти. Постановлению Крымревкома от 8 января 1921 года была упразднена волостная система и сёла волости включили в состав Ялтинского района.